# ミネーオ
ミネーオ（イタリア語: Mineo, シチリア語: Minìu o Minèu）は、イタリア共和国シチリア州カターニア県にある、人口約5,300人の基礎自治体（コムーネ）。

## 地理

### 位置・広がり

#### 隣接コムーネ
隣接するコムーネは以下の通り。括弧内のENはエンナ県所属を示す。
- アイドーネ (EN)
- カルタジローネ
- グランミケーレ
- リコディーア・エウベーア
- ミリテッロ・イン・ヴァル・ディ・カターニア
- パラゴニーア
- ピアッツァ・アルメリーナ (EN)
- ラマッカ
- ヴィッツィーニ

## 人物
- ルドヴィコ・ブーリオ（イタリア語版） - 17世紀のイエズス会宣教師。中国で布教に従事した。